# Иштван I Святой
И́штван I Свято́й (Иштван Великий; также Стефан; венг. (Szent) I. István, лат. Sanctus Stephanus; ок. 970/975 — 15 августа 1038 года) — нитранский князь (995—997 годы), великий князь (венг. nagyfejedelem, с 997 года) и первый король Венгрии (с 1000/1001 года) из династии Арпадов.
За христианизацию венгров был причислен к лику святых. Почитается католиками и православными. Окончательно объединил венгерские племена под своей властью, став единоличным правителем.

## Биография

### Происхождение и консолидация власти
Иштван был единственным сыном великого князя венгров Гезы и его жены, княгини Шарольт, происходившей из знатного рода дьюл и крещённой по восточному обряду в Византии. Брат Юдиты Венгерской, жены Болеслава I Польского. Первоначально носил имя тюркского происхождения Вайк (то есть «герой» или «лидер»). Точные место (Эстергом или Секешфехервар) и год его рождения неизвестны: Венгерская иллюстрированная хроника XIV века называет 969 год, но современные историки считают, что Вайк родился в промежутке между 970 и 980 годами. Некоторые детали его биографии позволяют утверждать, что он родился в 975 году или несколько позже.
После крещения получил христианское имя Иштван (Стефан). Хотя оба его родителя были крещены, Иштван был первым набожным христианином рода Арпадов. Среди христианских наставников Иштвана был впоследствии канонизированный Адальберт Пражский. В 996 году Иштван женился на христианке — Гизеле, дочери герцога Генриха II Баварского.
Продолжая инициативы отца, Иштван I приложил много усилий для завершения оформления в Венгрии раннефеодального государства. После смерти отца в 997 году Иштван был вынужден вступить в борьбу за трон с одним из своих родственников — двоюродным братом Коппанем (правившим в Шомоде), которого поддержала языческая дружина. Опираясь на поддержку нескольких знатных семей и присланных его тестем тяжеловооружённых баварских рыцарей, Иштван подавил мятеж этого претендента на престол. В 998 году в завязавшемся под Веспремом сражении Коппань потерпел поражение и был сражён баварским рыцарем Вецелином. Тело Коппаня было четвертовано; его части, для устрашения противников Иштвана, развешаны на стенах четырёх замков: Веспрема, Дьёра, Фехервара и Дьюлафехервара. «Синдромом Коппаня» в венгерской историографии называют последующие периодические попытки старших членов династии Арпадов свергнуть своих царствующих племянников.

### Коронация и христианизация страны
Иштван I был коронован легатом папы римского Сильвестра ІІ Астриком на Рождество 25 декабря 1000 (или 1 января 1001 года) присланной папой короной, получив при этом не только светскую, но и духовную власть. Корона святого Иштвана, которой короновались последующие правители, на протяжении веков считалась священной реликвией (хотя аутентичной, 1000/1001 года, является только верхняя часть короны; нижняя же представляет собой другую корону, подаренную Гезе I византийским императором Михаилом VII Дукой).
Королю Иштвану был дарован титул апостолического короля с властью в 10 епархиях, а также право свободного распространения веры и автономное управление церковью в Венгрии, включая полномочия короля учреждать новые епархии или упразднять старые как в своей стране, так и на завоёванных землях. Он учредил по крайней мере одно архиепископство (в Эстергоме, которое возглавил епископ по имени Домокош), шесть епархий и три бенедиктинских монастыря. Благодаря этому католическая церковь Венгрии была независима от архиепископов Священной Римской империи, а страна сохранила реальную независимость от папы, в то время, как Чехия и Польша не смогли этого добиться. Более того, собственником всех церковных земель в Венгрии признавался сам монарх.
После коронации Иштван с помощью латинских и греческих священников, а особенно монахов-бенедиктинцев, начал осуществлять христианизацию страны, обращая венгров в новую религию. Активно христианизируя венгров, он не гнушался насильственных методов. В соответствии с указаниями короля, на каждые десять деревень должен был приходиться по крайней мере один храм. Построив начатый ещё при отце первый монастырь в Венгрии — посвящённое святому Мартину аббатство Паннонхальма, — Иштван заложил монастыри Печварад (1015), Зобор (1019), Баконьбел (1020) и т. д. С помощью христианизации Иштван окончательно интегрировал Венгрию в круг цивилизованных народов и завоевал себе право считаться после смерти её святым покровителем, поэтому он и был канонизирован католической церковью.

### Внутренняя политика
Централизацию Венгрии Иштван I проводил по образцу империи Каролингов. Иштван ликвидировал племенное деление страны, создав территориально-административные округа — королевские комитаты (или жупы), во главе которых стояли ишпаны. Количество жуп колебалось от 32 до 45 и позднее установилось на отметке 72. Созданный придворный совет получал совещательные функции. Первым после короля в государстве и королевском совете был палатин, совмещавший функции верховного судьи и премьер-министра Венгрии.
Первый король также провёл весьма успешные финансово-экономические реформы: было отменено рабовладение, распространённое у венгров на ранних периодах истории, в то же время представители феодально-закрепощённых классов могли быть освобождены лично королём; устанавливался фиксированный налог в форме десятины, при этом духовенство, князья, ишпаны и военачальники освобождались от выплат. Была начата чеканка монет; монеты Иштвана с латинскими надписями STEPHANUS REX («Король Стефан») и REGIA CIVITAS («королевский град») широко циркулировали по Европе.
При Иштване были созданы две кодификации законов: первая состояла из 35 статей, вторая — из 20. Его система местной администрации была прогрессивной для своего времени и была организована вокруг крепостей. Благодаря этому Венгрия стала безопасным и привлекательным маршрутом для паломников и купцов, следовавших из Западной Европы в Святую Землю и Константинополь. За это короля высоко ценил аббат Одилон Клюнийский, а бургунский монах Рауль Глабер писал: «все в это время, кто следовал из Италии и Галлии ко гробу Господню, стремились, оставив прежний, привычный путь, проходивший по морям, следовать по стране короля Стефана. Он сделал путь безопасным для всех, приветствуя всех, кого он встречал, и нагружая неисчислимым количеством подарков. Под влиянием такого любезного приёма и дворяне, и простолюдины в несчётном количестве шли в Иерусалим».
Одним из таких паломников в 1015 году был будущий святой Герард (Гелларт), в итоге осевший в Венгрии, ставший наставником наследника престола Эмерика (Имре) и назначенный епископом жупы Чанад. Последняя была учреждена на земле, отвоёванной у мятежных вождей и названной так в честь военачальника (и, вероятно, племянника) Иштвана — Чанада, игравшего важную роль в их разгроме и ставшего первым её ишпаном.
Позже Иштван разгромил ещё двух сильных местных князей — своего родного дядю Дьюлу-младшего, правившего в Трансильвании (в 1003 году), пленённого и бежавшего к Болеславу I Храброму, и правителя Баната Айтоня (в 1008 или около 1028 года). И Дьюла, и Айтонь, в отличие от язычника Коппаня, были христианами, но восточного обряда, и сопротивлялись планам Иштвана по распространению на их территориях диоцезий латинского обряда (например, учреждения в Трансильвании архиепархии Алба-Юлии). Кроме того, в 1008 году король подчинил себе «чёрных (тёмных) венгров» — судя по всему, независимые каварские (кабарские) племена. Так или иначе, но в 1009 году за каварского предводителя (которым мог быть впоследствии ставший королём Венгрии Самуил Аба или его отец) была выдана неназванная сестра Иштвана I.

### Отношения с соседями
В серии этих войн против полунезависимых племенных вождей Иштван смог объединить под своей властью окружающие земли. До 1028 года Иштван I подчинил венгерскому влиянию весь Карпатский регион, закрепив присоединение новых территорий соответствующими договорённостями с Великим князем Киевским Ярославом Мудрым и королём Польши Болеславом I Храбрым.
С последним венгерский монарх поначалу находился в напряжённых отношениях. Венгры оставались союзниками Генриха II (когда его брат Бруно нашёл убежище в Венгрии, Иштван помог ему примириться с императором), враждовавшего с Болеславом, а поляки захватили часть земель вдоль реки Моравы на территории современной Словакии. Скорее всего, в 1017 году Иштвану пришлось отражать нашествие печенегов, бывших тогда в союзе с Болеславом и киевским князем Святополком. Однако сразу после Будишинского мира между поляками и немцами в 1018 году мы встречаем 500 венгерских всадников в войске Болеслава во время похода на Киев. Что касается русских земель, то Иштван I женил своего родственника Ласло Лысого на одной из дочерей киевского князя Владимира, Премиславе.
Иштван защитил независимость своего королевства от призванных феодалами немецких рыцарей императора Конрада II. Опираясь на протестовавших против реформ Иштвана I язычников, они в июне 1030 года выступили против венгерского короля и разорили западный берег Рабы, но это вторжение было отражено лояльной Иштвану армией, применявшей тактику выжженной земли и окружившей немецких рыцарей у Вены. Конрад II вернулся «без победы и без армии», так что в 1031 году ему пришлось для заключения мира уступить венграм участок между реками Лайта и Фиша.
Во внешней политике Иштван также был союзником византийского императора Василия II Болгаробойцы в борьбе с Болгарией и отправил венгерские силы в подмогу византийцам в походе на болгарскую столицу Охрид в 1015 году. Около 1009 года был заключён дипломатический брак младшей сестры Иштвана с венецианским дожем Оттоном Орсеоло, также союзным Византии.

### Семья, память и наследие
Иштван был женат на Гизеле Баварской; у них было трое детей, но все они умерли в молодости, ещё при жизни отца. Главная надежда короля — его сын святой Эмерик (Имре) — был убит кабаном. Поскольку Иштван пережил всех своих детей, это вызвало последующие кровопролитные конфликты среди его родственников, боровшихся за престол. Когда он умер 15 августа 1038 года, ему наследовал его племянник Пётр Орсеоло. Когда Петра назначили официальным преемником, двоюродный брат Иштвана, правитель Нитранского княжества Вазул составил заговор против короля, но нападение не удалось. Позднейшие источники утверждают, что Вазул был ослеплён при помощи раскалённого свинца по приказу королевы Гизеллы, что, впрочем, может быть продиктовано желанием описывавших экзекуцию хронистов не портить репутацию Иштвана I. Несмотря на такие крутые меры, междоусобицы после смерти Иштвана избежать не удалось.
Иштван был похоронен в посвященной Деве Марии базилике в Секешфехерваре. По инициативе папы Григория VII Иштван был канонизирован вместе со своим сыном Эмериком и сподвижником Герардом в 1083 году. Почитается как король-исповедник. Король Ласло I Святой тогда перенёс останки Иштвана в серебряном саркофаге к алтарю базилики в Секешфехерваре. Этот день (20 августа) отмечается в Венгрии как День святого Иштвана. Мумифицированная правая рука (Szent Jobb) короля стала объектом культа. В 2000 году патриарх Константинопольский Варфоломей со стороны православных признал канонизацию короля Стефана (Иштвана).
Между 1077 и 1083 годами была составлена «Большая легенда» короля Иштвана, а в правление Кальмана I Книжника около 1100 года — «Малая легенда». В них и оформился идеализированный образ основателя Венгерского королевства. Иштван считается автором «Поучений» (лат. Institutio morum), или «Наставлений», сыну Имре, в которых призывается править «кротко, со смирением, мирно, без злобы и ненависти», быть милосердным, творить праведный суд и покровительствовать не только христианской вере, церкви, духовенству, знати и рыцарям, но и иностранцам-переселенцам, называя страну, «в которой говорят только на одном языке и где известна только одна культура», бедной и слабой.

## Память о Стефане
- Иштван Великий — главный святой покровитель Венгрии. День св. Иштвана — 20 августа — главный национальный праздник Венгрии, который отмечается массовыми гуляниями, фейерверками и театрализованными представлениями на тему национальной истории. В истории государства случались периоды, когда он был запрещен. Так, например, праздник не отмечался во время подавления Венгерского восстания в 1848—1849 годах, а также в то время, когда Венгрия была частью социалистического лагеря. Праздник был вновь признан государственным только в 1991 году. Этот день традиционно отмечается массовыми гуляниями, всевозможными фестивалями, фейерверками и театрализованными представлениями на тему национальной истории с непременными чардашем и гуляшом.
- Людвиг ван Бетховен сочинил своего «Короля Стефана» (нем. König Stephan) к открытию венгерского театра в Пеште в 1811 году.
- В 1914 году на воду был спущен броненосец ВМС Австро-Венгрии Szent István.
- В 1920 году имя «Szent István» получил речной колёсный пароход, построенный в Будапеште (тогда в составе Австро-Венгрии) в 1918 г. под именем «Zita Kkiralyne». Прослужил до 1965 года[7].
- В 1938 году Золтан Кодай обработал католический народный «Гимн королю Иштвану Святому» (венг. Ének Szent István Királyhoz).
- В 1938 году в Венгрии была выпущена серебряная монета номиналом 5 пенгё, посвящённая девятисотлетию смерти Иштвана Первого.
- В 1983 году венгерским композитором Левенте Сёреньи была написана рок-опера «Король Иштван» (венг. István a Király), посвящённая крещению венгров и образованию Венгерского королевства.
- В 2002 году была написана рок-опера «С тобой, Бог!» (венг. Veled, Uram!), события которой описывают последние годы жизни короля венгров, включая гибель его сына и последующую борьбу его родственников за престол[8].